# ترور آندره کارلوف
آندره کارلوف در روز ۱۹ دسامبر ۲۰۱۶ (۲۹ آذر ۱۳۹۵) در آنکارا هنگامی که از یک رخداد هنری بازدید می‌کرد، در سن ۶۲ سالگی به ضرب گلوله کشته شد. وی در حال سخنرانی بود، که مرد مسلحی به او تیراندازی کرد و از حاضران خواست که محل را ترک کنند. سپس مرد مسلح دوباره بالای سر سفیر روسیه رفته و چند تیر دیگر به او شلیک کرد.
قاتل وی نیز دقایقی بعد از ترور، کشته شد. پوتین در اولین واکنش اعلام کرد که قتل سفیر این کشور در آنکارا اقدامی تحریک‌آمیز با هدف تضعیف فرایند صلح سوریه بوده‌است.
بعد این ترور، وزارت امور خارجه آمریکا از وقوع تیراندازی در نزدیکی سفارت این کشور در آنکارا خبر داد. ایران نیز ارائه کلیه خدمات کنسولی در استانبول، ترابوزان و ارزروم را تعطیل کرد.

## جزئیات ترور
نام فرد مهاجم مرت آلتینتاش ۲۲ ساله که از افسران پلیس ترکیه بوده‌است. وی بعد از ترور، فرار نکرد و در مقابل دوربین‌ها چند تیر شلیک کرد و فریاد می‌زد حلب را فراموش نکنید، سوریه را فراموش نکنید، شما انسان‌های بی‌گناه را کشته‌اید. اجازه چنین اقداماتی را نخواهیم داد. خون مردم کشته شده در حلب پایمال نخواهد شد. ما انتقام حلب را خواهیم گرفت. او همچنین شعری را به زبان عربی خواند که مسلمانان صدر اسلام در جنگ خندق زمزمه می‌کردند "نحن الذین بایعوا محمداً علی الجهادِ ما حیینا ابداً" "ما آنانیم که برای جهاد با حضرت محمد بیعت کردیم و بر آن تا ابد زنده‌ایم.

## واکنش‌ها
- عبدالله گل رئیس‌جمهور پیشین ترکیه در واکنش به ترور سفیر روسیه در آنکارا گفت: هدف اصلی این ترور روابط ترکیه و روسیه است.
- سازمان ملل متحد، در واکنش به ترور سفیر روسیه در آنکارا خواستار محاکمه کسانی شد که این حمله را انجام دادند.
- وزیر امور خارجه آمریکا ضمن محکوم کردن ترور آندری کارلوف، خاطرنشان کرد: واشینگتن آماده است که به روسیه و ترکیه دربارهٔ بررسی این حمله کمک کند.
- دونالد ترامپ در صفحه توئیتر خود نوشت: امروز چند حمله تروریستی در ترکیه، سوییس و آلمان اتفاق افتاد. اوضاع روز به روز بدتر می‌شود. دنیای متمدن باید فکرش را تغییر دهد.[۱۱]